# Homo mensura
Homo mensura o L'home és la mesura de totes les coses és un pensament atribuït a Protàgores (480-410 aC).
Aquesta expressió planteja un problema d'interpretació, car pot entendre's que cada individu és la mesura de totes les coses o que el gènere humà és la mesura de totes les coses. En el primer cas, obtindríem un relativisme de caràcter individual. Cada persona percep la realitat d'una forma. En el segon, un relativisme respecte de l'espècie humana. La humanitat, la societat, és la que construeix els valors i els costums, res no està donat en la natura.